# Rhodiola rosea
Rhodiola rosea (raiz-de-ouro ou raiz-dourada) é uma planta da família das crassuláceas que cresce nas regiões frias do mundo. Estas incluem uma grande parte do Ártico, as montanhas da Ásia Central, as Montanhas Rochosas e montanhas da Europa, tais como os Alpes, Pirenéus e Cárpatos, e a Escandinávia, a Islândia, a Grã-Bretanha e a Irlanda. Esta planta perene cresce em áreas de até 2280 metros de altitude. Vários turiões crescem a partir da mesma raiz grossa. Os turiões atingem 5 a 35 cm de altura. A Rhodiola rosea é dioica - os indivíduos ou são do sexo feminino ou masculino.

## Usos daRhodiola rosea
A Rhodiola rosea poderá ser eficaz para melhorar o humor e aliviar a depressão. Estudos-piloto em seres humanos demonstraram que melhora o desempenho físico e mental, e poderá reduzir a fadiga.
Os efeitos da Rhodiola rosea estão potencialmente estão relacionados com a otimização dos níveis de serotonina e dopamina devido à inibição da monoamina oxidase e sua influência sobre opioides peptídeos, tais como betaendorfinas, neurotransmissores específicos, embora estes mecanismos ainda não tenham sido claramente documentados com estudos científicos.
Rhodiola é incluído entre uma classe de vegetais derivados chamados adaptogênios que diferem de estimulantes químicos, como a nicotina, e não têm os mesmos efeitos fisiológicos.
Na Rússia e na Escandinávia, a Rhodiola rosea, também conhecida como raiz-de-ouro, tem sido usada durante séculos para lidar com o clima frio da Sibéria e estressantes da vida. Tais efeitos foram fornecidos elementos de prova em laboratório utilizando os modelos de estresse nematoide, C. elegans, e em ratos nos quais a Rhodiola eficazmente impedia o estresse induzido por alterações no apetite, atividade física, o ganho de peso e do ciclo estral.
A Rhodiola costuma ser impropriamente chamada "Arctic Root", que é uma marca comercial utilizada pelo Instituto Sueco Herbal para o extrato de Rhodiola, SHR-5, testado em vários estudos citados neste artigo.

## Pesquisas
A popularidade da Rhodiola rosea L. cresceu consideravelmente nas últimas duas décadas, sendo também objeto de pesquisa em outros países como Estados Unidos, China, Japão, Índia, Suécia, Noruega, Rússia, entre outros.
Atualmente são encontradas 600 publicações científicas sobre a Rhodiola rosea L. [fonte?]

## Detalhes
Rhodiola rosea é uma planta nativa da Sibéria ártica, internacionalmente conhecida como raiz de Ouro. Há séculos as raízes da Rhodiola tem sido usadas pelas culturas da Europa oriental e asiática para melhorar a resistência física e o rendimento de trabalho, a longevidade, a resistência a doenças provocadas por altas latitudes, e para tratar fadiga, depressão, anemia, impotência, indisposição gastrointestinal, infecções e desordens do sistema nervoso.
Pesquisas[quais?] indicam que a Rhodiola rosea L. estimula a produção de vários neurotransmissores (endorfina, serotonina, dopamina), que atuam na melhora das funções cognitivas e no combate à depressão. Além disto, estudos com animais demonstraram que a Rhodiola rosea L. aumenta o metabolismo energético celular com produção de ATP (trifosfato de adenosina) e através do aumento da síntese de ATP, RNA, proteína e aminoácidos, elevando com isso a capacidade de trabalho físico.
Melhora o desempenho mental e concentração:
O efeito de uma dose única de Rhodiola Rosea no desempenho mental de 85 homens e mulheres reduziu consideravelmente o número de erros cometidos num teste de múltipla escolha [fonte?].

## Classificação do gênero
| Sistema | Classificação                   | Referência               |
| ------- | ------------------------------- | ------------------------ |
| Linné   | Classe Dioecia, ordem Octandria | Species plantarum (1753) |